# Le Républicain Lorrain
Le Républicain Lorrain – francuski dziennik lokalny wydawany w regionie Lotaryngii.
Założony w 1919 roku jako pierwszy francuskojęzyczny dziennik na terenie nowo odzyskanej przez Francję Lotaryngii. Dziennik przejął schedę po swoim niemieckojęzycznym odpowiedniku, Metzer Freies Journal.
Siedziba dziennika znajduje się mieście Metz. Redaktorem naczelnym gazety jest Pierre Wicker, a właścicielem – Jean-Marc Lauer.
Z dziennym nakładem wynoszącym 144 261 egzemplarzy, Le Républicain Lorrain jest jednym z najbardziej poczytnych dzienników w regionie.